# Beilschmiedia brevipetiolata
Beilschmiedia brevipetiolata är en lagerväxtart som beskrevs av André Joseph Guillaume Henri Kostermans. Beilschmiedia brevipetiolata ingår i släktet Beilschmiedia och familjen lagerväxter. Inga underarter finns listade i Catalogue of Life.